# Aprostoporoides
Aprostoporoides is een geslacht van vliesvleugeligen uit de familie van de Eulophidae. De wetenschappelijke naam van dit geslacht werd voor het eerst geldig gepubliceerd in 2004 door T. C. Narendran.

## Soorten
Het geslacht Aprostoporoides omvat de volgende soorten:
- Aprostoporoides curiosus Narendran, 2004
- Aprostoporoides manjericus Narendran, 2004